# 다프네 오람

다프네 오람(Daphne Oram, 1925년 12월 31일 ~ 2003년 1월 5일)은 영국의 작곡가이자 전자 음악가이다. 그녀는 전자 음악에서 "오라믹스" 테크닉을 개발한 선구자이기도 하다.
오람은 세르본느 여학교에서 교육받았으며 피아노, 오르간, 작곡을 배웠다. 1942년에 왕립 음악 대학에 초빙되었으나 거절하고 영국 방송 협회의 엔지니어가 되었다. 이 시기에 오람은 "합성 음향"(synthetic sound)의 발전을 목격했고, 테이프 녹음기를 이용해 실험에 착수했다. 1950년대 들어 전자 음악과 구체 음악 테크닉의 사용을 시작해 1957년에 연극 《암피트리온 38》(Amphitryon 38)을 위해 발진기로 전자음만으로 이루어진 음악을 작곡했다. 이후 오람은 데스먼드 브리스코를 비롯한 동료들과 함께 여러 작업에 참가했으며, 1958년에 BBC 라디오포닉 워크숍을 창설했다.